# Ancylistes
Ancylistes is een kevergeslacht uit de familie van de boktorren (Cerambycidae). De wetenschappelijke naam van het geslacht werd voor het eerst geldig gepubliceerd in 1863 door Chevrolat.

## Soorten
Ancylistes omvat de volgende soorten:
- Ancylistes lacteomaculatus Breuning, 1957
- Ancylistes lacteopictes Fairmaire, 1897
- Ancylistes lacteovittatus Breuning, 1957
- Ancylistes obscuricollis (Fairmaire, 1902)
- Ancylistes bellus Gahan, 1890
- Ancylistes biacutoides Breuning, 1971
- Ancylistes biacutus Breuning, 1957
- Ancylistes bicuspis (Chevrolat, 1858)
- Ancylistes bicuspoides Breuning, 1971
- Ancylistes distinctus Fairmaire, 1901
- Ancylistes gibbicollis Fairmaire, 1897
- Ancylistes impunctatus Fairmaire, 1897
- Ancylistes parabiacutoides Breuning, 1971
- Ancylistes parabiacutus Breuning, 1971
- Ancylistes subtransversus Breuning, 1957
- Ancylistes transversoides Breuning, 1971
- Ancylistes transversus Fairmaire, 1905